# Isolierender Sprachbau
Ein isolierender (auch: amorpher, analytischer) Sprachbau ist in der Sprachtypologie von Wilhelm von Humboldt und August Wilhelm Schlegel ein Sprachbau, in dem die grammatische Funktion eines Begriffes durch dessen Position innerhalb eines Satzes deutlich gemacht wird, wodurch die Satzstellung zum zentralen Element wird. Damit verbunden ist als weiteres Merkmal dieser Sprachen das Fehlen der Flexion.
Sprachen mit einem isolierenden Sprachbau werden als isolierende Sprachen bezeichnet (zu unterscheiden von dem Begriff isolierte Sprachen, womit solche Sprachen bezeichnet werden, die nach derzeitigem Forschungsstand mit keiner anderen Sprache historisch verwandt sind).
Im Gegensatz zu den isolierenden Sprachen stehen die synthetischen (zu denen auch das Deutsche gehört) und polysynthetischen Sprachen, in denen verschiedene Informationen einzelnen Wörtern durch Flexion inkorporiert werden.
Klassisches Chinesisch ist ein häufig genanntes Beispiel für isolierenden Sprachbau, ebenso wie die vietnamesische Sprache. 